# Yeomanry
Pour les articles homonymes, voir Milice bourgeoise.

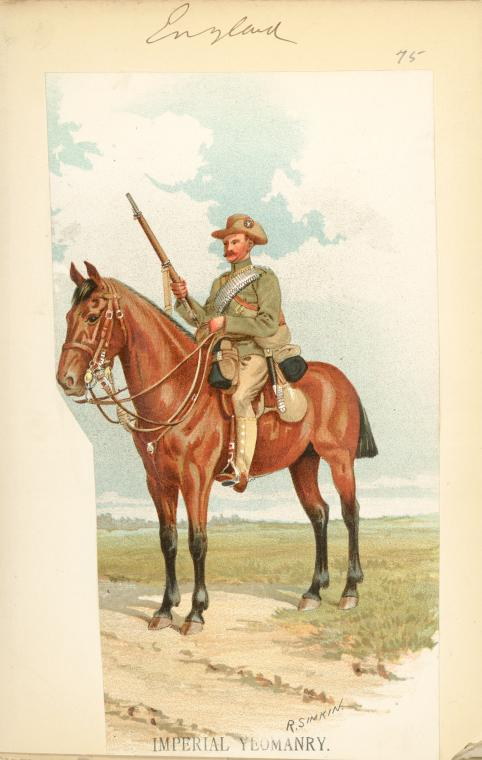
Cavalier de la Yeomanry impériale (illustration publiée en 1910).

La Yeomanry désigne certaines unités de l'armée de terre britannique, qui descendent de l'ancienne milice à cheval.
Cette milice montée fut créée à l'époque de la Révolution française pour se protéger d'une éventuelle invasion française, à partir de volontaires, dont une grande partie de yeomen (d'où leur nom). Le corps des officiers resta malgré tout aristocratique, et beaucoup d'hommes de troupe étaient en fait les tenanciers de leurs officiers.
Durant le XIXe siècle, ces régiments servirent à maintenir la paix civile, puis, quand la police reprit ce rôle, à assurer la défense locale.  Le 16 août 1819, un rassemblement ouvrier réunit à Manchester près de soixante mille personnes pour réclamer l'établissement du suffrage universel. Sur ordre des magistrats, la marche est réprimée par la Yeomanry, avec l’aide de l’armée régulière. Au cours de la charge, 16 à 18 personnes sont tuées et plus de 650 blessées, dont environ un quart sont des femmes. Le « massacre de Peterloo » est depuis lors considéré comme l'un des évènements fondateur de l'histoire ouvrière britannique, la répression ayant opposé de façon évidente les notables de la ville aux ouvriers.
Des compagnies de Yeomanry impériale furent créées durant la seconde guerre des Boers à partir de volontaires de la Yeomanry désireux de servir outre-mer. En 1901, la Yeomanry fut réorganisée et toutes les unités prirent le nom de « Yeomanry impériale », qualificatif qu'elles perdirent en 1908 quand la Yeomanry fusionna avec les Forces territoriales.
Après la Première Guerre mondiale, le corps des unités de la Yeomanry fut réduit et spécialisé, avec des unités montées, des unités blindées, des unités d'artillerie, des unités de sapeurs et des unités de signalisation. Le dernier régiment monté fut équipé de véhicules blindés en 1942.
De nos jours, les traditions de la Yeomanry survivent dans certains escadrons, compagnies ou batteries des régiments de la British Army.